# Quinhagak
Quinhagak és una ciutat localitzada al sud-oest d'Alaska, als Estats Units, que té 669 habitants segons dades del cens dels Estats Units del 2010.